# Pavlo Ivanovics Lazarenko
Pavlo Ivanovics Lazarenko (ukránul: Павло Іванович Лазаренко; Karpivka, 1953. január 23. –) ukrán politikus, 1996 júniusa és 1997 júliusa között Ukrajna miniszterelnöke. 2006 augusztusában az Egyesült Államokban pénzmosásért börtönbüntetésre ítélték, 2012-ben engedték szabadon. Őt tartják minden idők egyik legkorruptabb ukrán politikusának.

## Szakmai pályafutása
1953. január 23-án született az Ukrajna Dnyipropetrovszki területén található Karpivka faluban. Apja, Ivan Trifonovics Lazarenko kezdetben földműveléssel foglalkozott, később lakóhelyükön, Karpivkában, majd a szomszédos Olekszandriaj faluban volt kolhoz vezető, illetve kolhozelnök. Bátyja, Mikola, és öccse, Ivan mellett Pavlo volt a középső gyerek a családban. Mindkét testvére a mezőgazdaságban dolgozik.
Pavlo Lazrenko is mezőgazdasági pályára készült. 1970-ben egy kolhozban kezdett el dolgozni gépkocsivezetőként. 1971-ben behívták katonai szolgálatra a Szovjet Hadseregbe. 1973-ban kezdte el tanulmányait a Dnyipropetrovszki Mezőgazdasági Főiskolán, ahol 1978-ban kapott mezőgazdász oklevelet. Először agronómusként, majd főagronómusként kezdett el dolgozni a Dnyipropetrovszki terület Novomoszkovszki járásában található „Kalinyin” kolhozban, később megbízták annak vezetésével. 1985-ben az Ukrán Kommunista Párt Caricsanszki járási végrehajtó bizottságának másodtitkárává, 1985-ben pedig a párt Dnyipropetrovszki Területi Pártbizottság élelmiszeripart és mezőgazdaságot felügyelő osztályának vezetőjévé nevezték ki. Az 1980-as évek második felében mezőgazdasági vállalkozói tevékenységbe fogott, de a pártban is folytatódott a karrierje, 1990-ben az UKP Dnyipropetrovszki Területi Végrehajtó Bizottsága titkárának első helyettese lett.

## Politikai karrier
1990-ben még az Ukrán SZSZK Legfelsőbb Tanácsába választották meg képviselőként a Dnyipropetrovszki terület egyik egyéni választókerületéből. 1992-ben indult a független Ukrajna első szabad parlamenti választásán is, és ismét képviselőnek választották. 1992 márciusában Ukrajna elnöke kinevezte a Dnyipropetrovszki területen elnöki megbízottá, így 1992. június 6-án lemondott a parlamenti mandátumáról. Lazarenko, habár az elnökválasztáson Leonyid Kravcsukot támogatta, szoros kapcsolatokat épített ki a szintén dnyipropetrovszki Leonyid Kucsmával, akit 1994-ben elnökké választották. Kucsma még abban az évben kinevezte Lazarenkót a Dnyipropetrovszki Területi Állami Közigazgatási Hivatal vezetőjévé, és egyúttal a Területi Tanács elnökévé is választották. Leonyid Kucsma elnök 1995. szeptember 5-én első miniszterelnök-helyettessé nevezte ki, majd Jevhen Marcsuk menesztése után 1996. május 28-án miniszterelnökké nevezte ki. (A Legfelsőbb Tanács nem hagyta jóvá, mert az elnökkel kötött alkotmányos alku értelmében a parlament abban az időben ideiglenesen lemondott erről a jogáról.) Még miniszterelnöki idejének elején sikertelen bombamerényletet követtek el ellene a Boriszpili nemzetközi repülőtérről Kijevbe vezető autópályán, ahol feltartóztatták a kocsiját. Az ukrán média egy része Jevhen Scserbant gyanúsította a merénylet megszervezésével. (Később, Scserban meggyilkolásakor pedig Lazarenkót tartották a merénylet megrendelőjének.) Még miniszterelnök-helyettesként kezdte kiépíteni kapcsolatait Julija Timosenkóval, aki abban az időben az orosz gáz importjával foglalkozó, monopolhelyzetet élvező állami vállalat, az Ukrajna Egységes Energia Rendszere (JEESZU – Jedina Enerheticsna Szisztema Ukrajini) elnöke volt. Az elsősorban a dnyipropetrovszki politikai és pénzügyi körök érdekeit képviselő miniszterelnökként egyre terebélyesedő konfliktus alakult ki közte és Ukrajna másik meghatározó érdekcsoportja, a donecki pénzügyi-ipari körök (az ún. „Donecki-klán”) között. Minden idők egyik legkorruptabb ukrán politikusa, a Transparency International 2004-ben az addigi nyolcadik legkorruptabb politikusnak nevezte.
1997 közepére Lazarenko kiesett Kucsma elnök kegyeiből. Ennek legfőbb oka az volt, hogy Lazarenko miniszterelnökként Kucsma potenciális vetélytársává nőtte ki magát, és indulni akart az 1999-es elnökválasztáson. Az addig soha sem betegeskedő Lazarenko 1997 júniusában hirtelen kórházba vonult. Az elnökkel megromlott kapcsolata miatt 1997. július 2-án lemondott a miniszterelnöki posztról.
Ezt követően Julija Timosenkóval saját politikai pártot alapított „Hromada” néven. Az 1998. márciusi parlamenti választásokon ismét képviselővé választották, a parlamentben ő vezette a „Hromada” frakcióját, amely gyakran az Olekszandr Moroz vezette szocialistákkal működött együtt.

## Bukása
Politikai karrierjének az ellene indított ügyészségi vizsgálat vetett véget. Az Ukrán Legfőbb Ügyészség 1998. szeptember 14-én indított eljárást Pavlo Lazarenko ellen az állami vagyon kárára különösen nagy értékben elkövetett sikkasztás ügyében. Ezzel egy időben egy svájci bíróság is vizsgálatot kezdeményezett Lazarenko ellen pénzmosás gyanújával, amikor 1998 decemberében a francia–svájci határ átlépése után a svájci hatóságok letartóztatták. Rövid fogvatartás után 3 millió USD óvadék ellenében bocsátották szabadlábra. Lazarenko ekkor érvényes panamai útlevéllel utazott Svájcba.
1999. február 17-én az ukrán parlament megszavazta Lazarenko mentelmi jogának felfüggesztését, de Lazarenko ezt már nem várta ki, előtte egy héttel elhagyta Ukrajnát. Először Görögországba ment, majd onnan továbbutazott az Egyesült Államokba, ahol a New York-i John Fitzgerald Kennedy nemzetközi repülőtéren illegális határátlépés miatt letartóztatták. Lazarenkónál ukrán diplomata-útlevél volt ugyan, de abban nem volt USA vízum. Ugyanakkor tucatnyi egyéb útlevél volt nála.
Lazarenkót egy San Franciscó-i börtönbe szállították át, mert családja Kalifornia államban birtokolt egy farmot. Közben 2000-ben az ukrán hatóságok kérték kiadatását, mert úgy vélték, hogy Lazarenkónak köze lehet a Jevhen Scserban ellen 1996-ban elkövetett gyilkos merénylethez. A 2000-es évek elején az ukrán ügyészség Lazarenkóval hozta összefüggésbe Vadim Hetyman bankár és politikus meggyilkolását is.
Az Egyesült Államok azonban nem adta ki Lazarenkót, hanem ott állították bíróság elé pénzmosás, korrupció és csalás vádjával. 2004 májusában San Franciscóban egy szövetségi bíróság bűnösnek találta a hatalommal való visszaélés ügyében. 2005 októberében Lazarenko vissza akart térni Ukrajnába, hogy indulhasson a 2006-os parlamenti választásokon. 2004 júniusa és 2006 augusztusa között házi őrizetben volt. 2006. október 25-én Lazarenkót jogerősen 9 év, szövetségi büntetés-végrehajtási intézményben letöltendő börtönbüntetésre ítélték. Kezdetben a kalifornia állambeli Dublin, majd büntetésvégrehajtási intézményében, majd egy Los-Angeles közeli börtönben töltötte büntetését, melynek letelte után, 2012. november 1-jén bocsátották szabadon. Ezt követően az Egyesült Államokban telepedett le, második feleségével és három gyermekével a kaliforniai Marin megyében él.